# Municipio de Burt (condado de Cheboygan)
El municipio de Burt (en inglés: Burt Township) es un municipio ubicado en el condado de Cheboygan en el estado estadounidense de Míchigan. En el año 2010 tenía una población de 680 habitantes y una densidad poblacional de 7,48 personas por km².

## Geografía
El municipio de Burt se encuentra ubicado en las coordenadas 45°31′14″N 84°39′5″O / 45.52056, -84.65139. Según la Oficina del Censo de los Estados Unidos, el municipio tiene una superficie total de 90.87 km², de la cual 51,11 km² corresponden a tierra firme y (43,76 %) 39,76 km² es agua.

## Demografía
Según el censo de 2010, había 680 personas residiendo en el municipio de Burt. La densidad de población era de 7,48 hab./km². De los 680 habitantes, el municipio de Burt estaba compuesto por el 94,56 % blancos, el 0,15 % eran afroamericanos, el 3,38 % eran amerindios y el 1,91 % eran de una mezcla de razas. Del total de la población el 1,18 % eran hispanos o latinos de cualquier raza.